# Lu Rois
Lu Rois, född 22 juli 1990 i Sabadell, är en katalansk (spansk) pianist och singer-songwriter. Hon har givit ut tre album och en EP.

## Biografi
Rois har examen klassiskt piano vid Conservatori Municipal de Música de Barcelona (Barcelonas musikhögskola) och har även studerat konsthistoria.
2014 producerade Rois sitt första album, som hon våren efter gav ut i egen regi. Camí del far ('Fyrens väg') hade nio låtar, åtta med katalansk text, en med text på spanska.
2016 deltog hon bland annat i den katalanska musikfestivalen Altacústic, och hon uppmärksammades där för sitt nakna pianospel och röst. Samma år släppte hon EP:n Cau de lluna ('Månens fall'), med fyra låtar.
Året efter kom Rois med sitt andra fullängdsalbum, det elva låtar långa Clarobscur som gavs ut på Hidden Track Records.
I början av 2020 släppte Lu Rois albumet Microcosmos. Den kosmiska tematiken representerades här av "L'altra cara de la Lluna" ('Månens baksida') och "Andròmeda".

## Stil och produktion
Lu Rois musik kännetecknas av en enkel stil med sparsam instrumentering, och den har beskrivits som indiepop, ambient musik eller singer-songwriter-material. Rois sätt att komponera, spela piano och sjunga har jämförts med Maria Coma, även om Rois röst har ett tydligare timbre.
På scen acckompanjeras Rois ofta av violinisten Núria Galvany.

## Diskografi
1. Fluix
2. La dansarina
3. Amor innocent
4. Viure d'imaginar
5. Passejades nocturnes
6. El somiador
7. Solamente
8. Vestida de pena
9. Camí del far

1. Crepitar nocturn
2. Deixa't dur
3. Emergir del silenci
4. Adéu reina meva

1. Doppelgänger
2. Bosc endins
3. La dona de la nit alta
4. Paradisos artificials
5. Silvestre
6. L'hora de l'Atzur
7. Ruda
8. A contrallum
9. Que plogui tan com vulgui
10. Posidònia
11. És per tu

1. Buidor
2. L'univers als teus ulls
3. A tot color
4. L'altra cara de la lluna
5. Andròmeda
6. Va i bé
7. L'amor més gran de tots
8. Tribu
9. El darrer vals
10. Candor